# 奥尔努瓦
奥尔努瓦（法語：Ornois，法語發音：[ɔʁnwa]），全称奥尔努瓦地区（pays de l'Ornois，[pe.i də lɔʁnwa]），是香槟与洛林之间的一个古老的地区，得名于摩澤爾河支流奥恩河。奥尔努瓦横跨今默兹与上马恩两省。 
“奥尔努瓦”出现在以下几个地名中：
- 市镇
  - 奥尔努瓦地区吕梅维尔（Luméville-en-Ornois），今属于贡德勒库尔堡
  - 奥尔努瓦地区奥维尔（Horville-en-Ornois）
  - 奥尔努瓦地区锡尔方丹（Cirfontaines-en-Ornois）
  - 奥尔努瓦地区栋雷米（Domremy-en-Ornois），今属于栋雷米-朗代维尔
- 组织：
  - 奥尔努瓦谷市镇公共社区（Communauté de communes du Val d'Ornois）